# Kali tamariscina
Kali tamariscina är en amarantväxtart som först beskrevs av Pall., och fick sitt nu gällande namn av Akhani och Roalson. Kali tamariscina ingår i släktet Kali och familjen amarantväxter. Inga underarter finns listade i Catalogue of Life.